# Nationaal park Hiidenportti
Het nationaal park Hiidenportti(Fins: Hiidenportin kansallispuisto/ Zweeds: Hiidenportti Nationalpark) is een Fins nationaal park dat gelegen is op het grondgebied van de gemeente Sotkamo in de regio Kainuu in de provincie Oulu. Het ontstond in 1982 en heeft een oppervlakte van 45 km². Er bestaan plannen voor een verder uitbreiding.

## Ontstaan
Een Finse legende vertelt hoe Hiisi, de bosgeest van de Vuokatinvaara berg, zich hierheen spoedde op de vlucht voor het bimbam van de klokken die de komst van het christendom in de streek aankondigden. Hij had eerst tevergeefs gepoogd twee rotsen naar de kerk van Sotkamo te gooien waarna hij dan maar zijn levende have – wolven, beren, veelvraten en lynxen verzamelde en zich in de diepe wouden van Hiidenportti (poort van Hiisi) terugtrok. De donkere ronde poelen aan het einde van de Hiidenporttikloof zouden zijn verschrikte ogen zijn.
De werkelijkheid is prozaïscher. Hiidenportti ontstond door het vouwen van de aardkorst. De ijstijd kneedde en verzachtte het aardoppervlak. Wanneer de continentale gletsjer 10.000 jaar geleden smolt vormde zich het Sotkamo ijsmeer dat zijn uitweg zocht door de Hiidenporttikloof naar het zuidoosten. De heuvelruggen die naar Sotkamo in het noordwesten en Noord-Karelië in het zuidoosten lopen, werden gevormd door grondafzetting van de rivieren die de smeltende gletsjers vormden.

## Bereikbaarheid
Weg 9005 die aftakt van de weg die Sotkamo met Kuhmo verbindt (rijksweg 76) leidt naar een informatiecentrum in het noordwesten van het park.
In het zuidoosten paalt het park aan weg 5284 van Kuhmo naar Valtimo.
Er is geen openbaar vervoer naar het park.

## Kenmerken
Het park is een mozaïek van kleine, ondiepe, voedselarme vennen en droge heidevelden begroeid met veensparren. Twee derden van Hiidenportti bestaat uit bos. Omdat de laatste commerciële houtkap in het begin van de 20e eeuw gebeurde, zijn de sparren- en pijnbossen vaak honderdjarig en bevinden ze zich in een natuurlijke staat. Meestal zijn het vochtige bossen met sparren op de heuvelruggen en dennen op de toppen. De schaarse berkenbossen herinneren aan de periode toen men in de streek zwerflandbouw toepaste.
Het best gekend is de Hiidenporttikloof, een massieve breukvallei met tot 20m hoge rotswanden. De kloof is 1km lang en vormt een waterscheidingsgebied. In het noordwesten vloeit het water naar de Oulu rivier en de Botnische Golf. De Portti rivier, die in het park ontspringt vloeit naar het oosten.
Het gebied is een oud jachtrevier en schuilplaats voor rovers en bandieten. De eerste permanente bewoning dateert uit de 18e eeuw. Tot het begin van de 20e eeuw hadden de bewoners van de Kovansivaara nederzetting het niet ruim. Ze leefden van de jacht, zwerflandbouw en het branden van teer. Tijdens de eerste helft van de 20e eeuw hadden ze het beter. In 1949 besloten ze het gebied aan de staat te verkopen. Van de nederzetting zelf blijft niet veel over: enkele overgroeide stenen pilaren, overgroeide weiden en jonge bossen waar men aan zwerflandbouw deed

## Fauna en flora

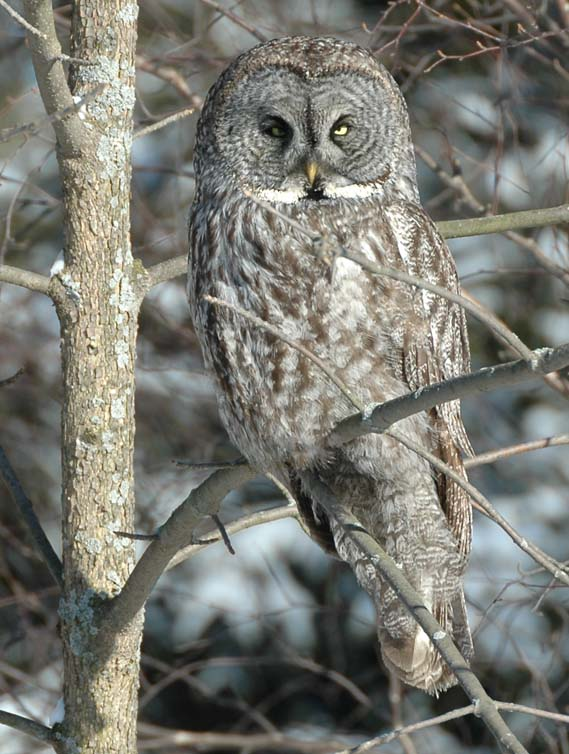
Strix nebulosa

Als dieren treft men er onder andere aan:
- Veelvraat (Gulo gulo)
- Lynx (Lynx lynx)
- Wolf (Canis lupus)
- Bruine beer (Ursus arctos)
- Laplanduil (Strix nebulosa)

Enkele voorkomende planten:
- Longenmos (Lobaria pulmonaria)
- Christoffelkruid (Actaea spicata)
- Kaneelmos (Rosa magalis)